# Mazda Biante
Mazda Biante — минивэн японской компании Mazda, производившийся с 2008 по 2018 год. Изначально выпускался только для японского рынка, но позднее был выпущен и на некоторые другие. В модельном ряду занимал место между моделями Premacy и MPV, и был ориентирован на молодую семью с нескольким детьми. Слово Biante происходит от итальянского ambiente (окружающая среда).
В 2012 году была представлена версия для индонезийского рынка, а в марте 2013 была представлена версия Biante SkyActiv. Автомобиль стал продаваться на рынках Сингапура, Малайзии, Брунея и Гонконга.
23 февраля 2018 года продажи прекратились в связи с непопулярностью автомобиля и планами компании. Вместе с Biante с продаж была снята модель Premacy.

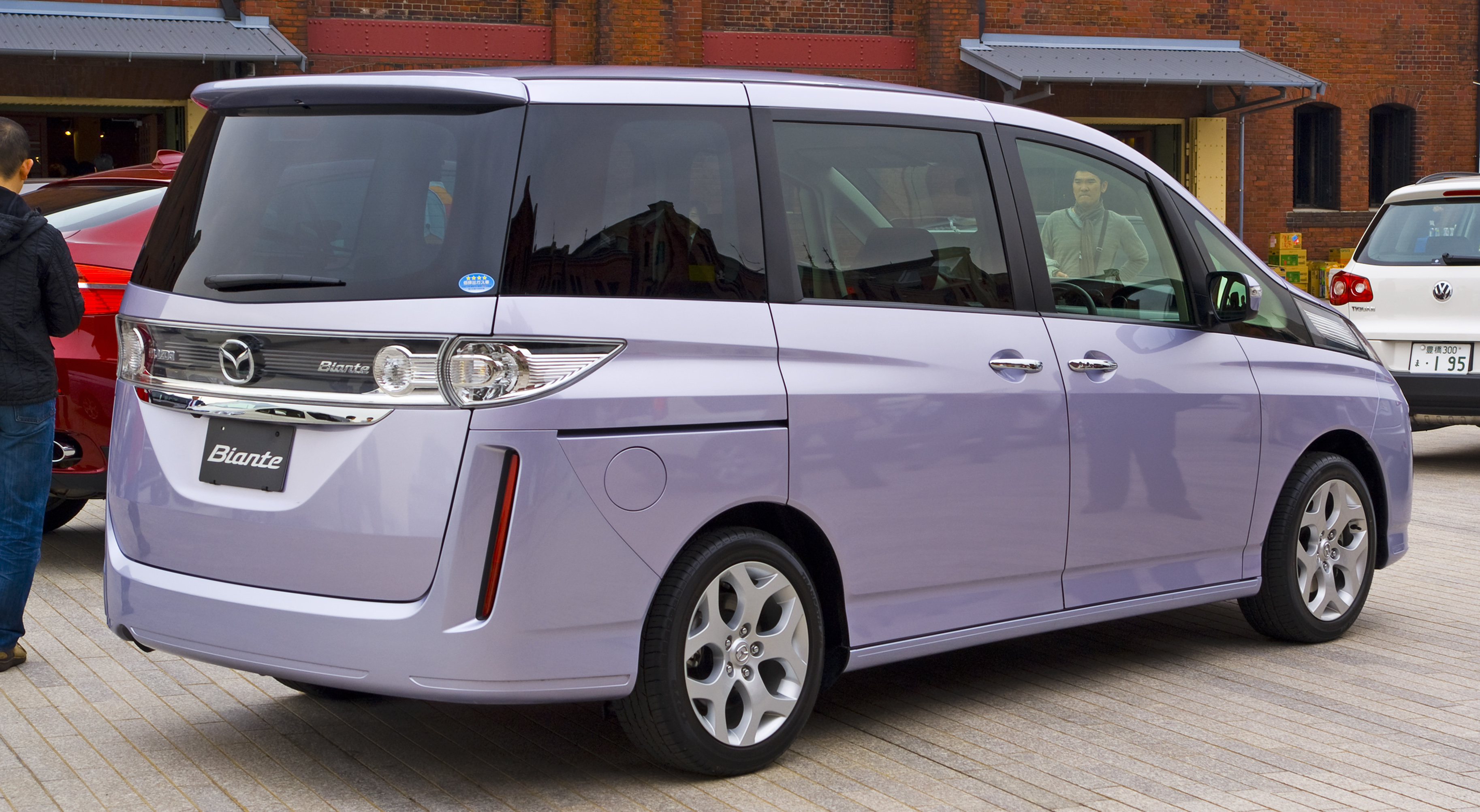
Вид сзади